# Andy Panda
Andy Panda é um personagem de desenho animado, um panda-gigante antropomórfico, criado em 1939. Ele estrelou sua própria série de curtas de animação produzidos por Walter Lantz Productions, estúdio de Walter Lantz e distribuídos pela Universal Pictures de 1939 a 1947 e pela United Artists de 1948 a 1949. Andy se tornou a segunda personagem dos desenhos animados de Walter Lantz depois de Oswald the Lucky Rabbit. Conseguiu uma popularidade considerável até ser suplantada por Pica-Pau.

## História
No final dos anos 30, Walter Lantz decidiu que ele precisava de uma nova estrela para os seus desenhos animados. Algo original. Um dia, Lantz estava lendo jornal e viu que o Zoológico de Chicago havia recebido um urso panda. Foi quando ele decidiu que sua nova estrela seria um urso panda. Com esta ideia, Lantz criou Andy Panda.
A primeira aparição de Andy Panda foi no curta-metragem Life Begins for Andy Panda, de 1939, que relata a história do nascimento de Andy Panda e da primeira vez em que o personagem tem problemas com os pigmeus nativos da região, mas todos os animais da floresta conseguem salvá-lo.
Em seus primeiros desenhos, Andy Panda aparece como um filhote, cujo pai, o Sr. Panda, está sempre tentando se mostrar como um bom exemplo para seu filho, porém tudo sempre acaba dando errado. Ao longo dos anos, Andy Panda passou a estrelar seus desenhos animados sozinho e também sofreu mudanças no seu visual, até que ficou com uma aparência semelhante ao Mickey Mouse e ganhou um mascote parecido com o Pluto.
O curta-metragem Knock Knock, de 1940, é marcado pela primeira aparição do mais famoso personagem criado por Walter Lantz: o Pica-Pau. Neste desenho, Andy Panda e seu pai tentam se livrar de um pica-pau louco que está fazendo buracos no telhado da casa deles.
Lantz continuou produzindo seus desenhos, até que a última aparição de Andy Panda foi no desenho animado Scrappy Birthday, de 1949, o qual é marcado pela única aparição da namorada de Andy Panda, chamada Miranda Panda.
Andy liderou uma parte importante de sua carreira nas revistas em quadrinhos Crackajack Comics e New Funnies da Dell Comics. Uma das primeiras aventuras em quadrinhos de Andy Panda foi desenhada por Carl Barks (New Funnies 76, 1943),  famoso pelos quadrinhos Disney. John Stanley, conhecido pelos quadrinhos da Luluzinha, também ilustrou quadrinhos de Andy Panda. Seus melhores amigos são Pica-Pau e Picolino. Em dois desenhos animados de 1943, Andy Panda's Victory Garden e Meatless Tuesday, o antagonista de Andy era um galo sem nome. No final de 1943, esse galo se tornou o companheiro de quadrinhos de Andy, Charlie Chicken (Carlinhos na versão brasileira): "eclodiu" na New Funnies 79 e rapidamente se tornou o modelo de desenho animado. Histórias sobre as aventuras frequentemente bizarras de Andy e Charlie duraram muitos anos. Alguns foram reimpressos no mercado interno ainda na década de 1990 e na Suécia em 2001.

## Dubladores

### Andy Panda
Versão Americana
- Sara Berner (1939-1941)
- Margaret Hill-Talbot (1942-1943)
- Walter Tetley (1944-1949)
- Daws Butler (1964)
- Scott Weil (2018-presente)

 Versão Brasileira
- Marcelo Gastaldi (1977-1978)
- Márcia Gomes (1977/78-1979)
- Wirley Contaifer (2018-Presente)

### Sr. Panda
Versão Americana
- Danny Webb (1939-1940)
- Mel Blanc (1940, Pica-Pau Ataca Novamente)
- Dick Nelson (1941-1942)

 Versão Brasileira
- José Soares (1977-1978)

## Prêmios
Academy Awards
- 1945 - Indicado ao Oscar de melhor curta-metragem de animação com o curta Fish Fry[8] (1944)
- 1947 - Indicado ao Oscar de melhor curta-metragem de animação com o curta Musical Moments from Chopin[9] (1946)

## Filmografia

### Outras aparições
Andy também apareceu ao lado do Pica-Pau em curtas como Banquet Busters e Musical Moments from Chopin. Ele também teve uma participação especial em The Woody Woodpecker Polka com Miranda Panda, Oswald Rabbit e Charlie Chicken. Andy foi escalado para aparecer como uma participação especial no filme Who Framed Roger Rabbit na cena deletada "Acme's Funeral".
O personagem voltou a aparecer na nova série do Pica-Pau, lançada em 2018 teve a voz por Scott Weil. Andy também tem uma voz mais madura com um sotaque sulista nesta série.